# 金星台

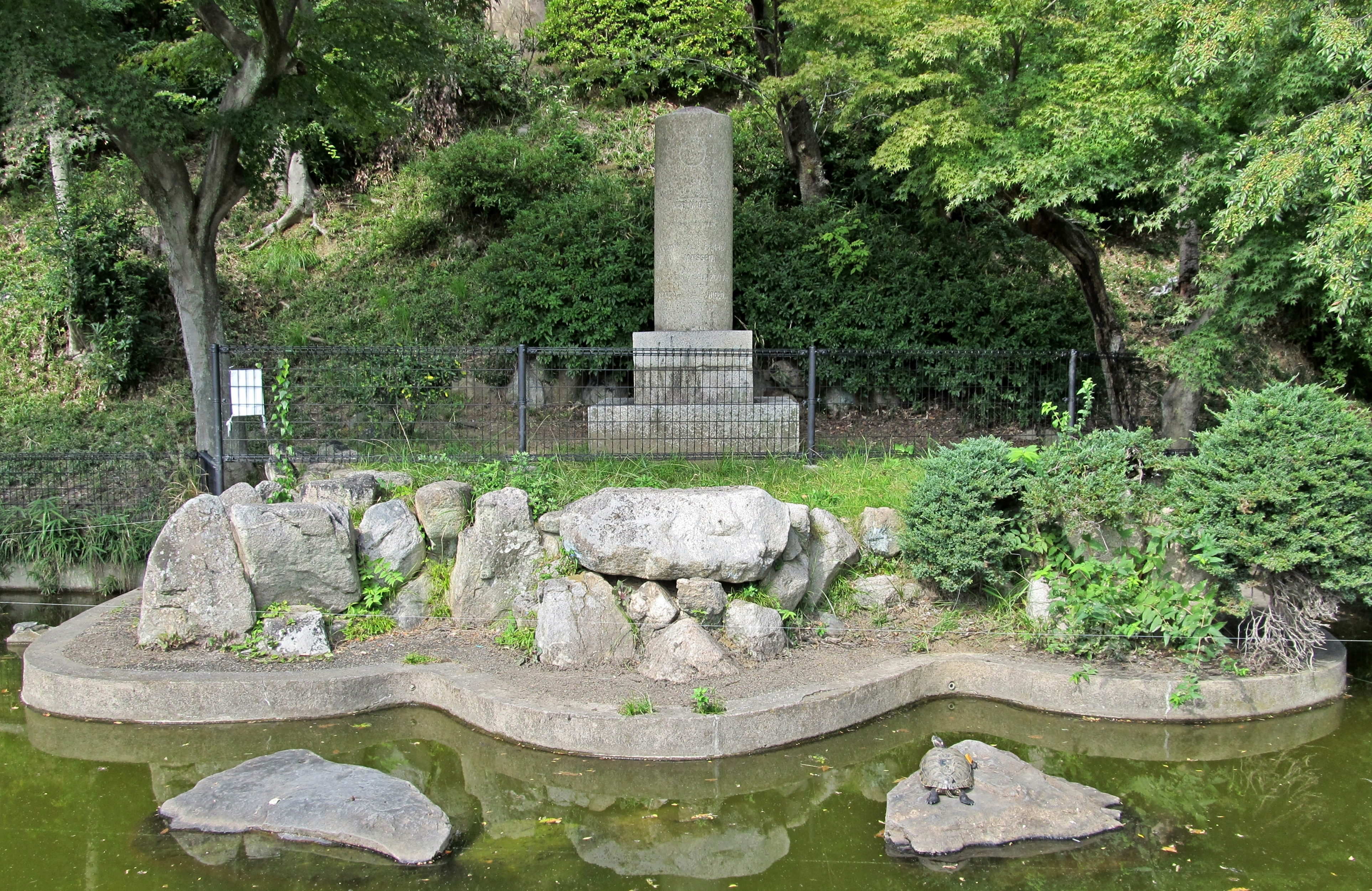
金星観測記念碑

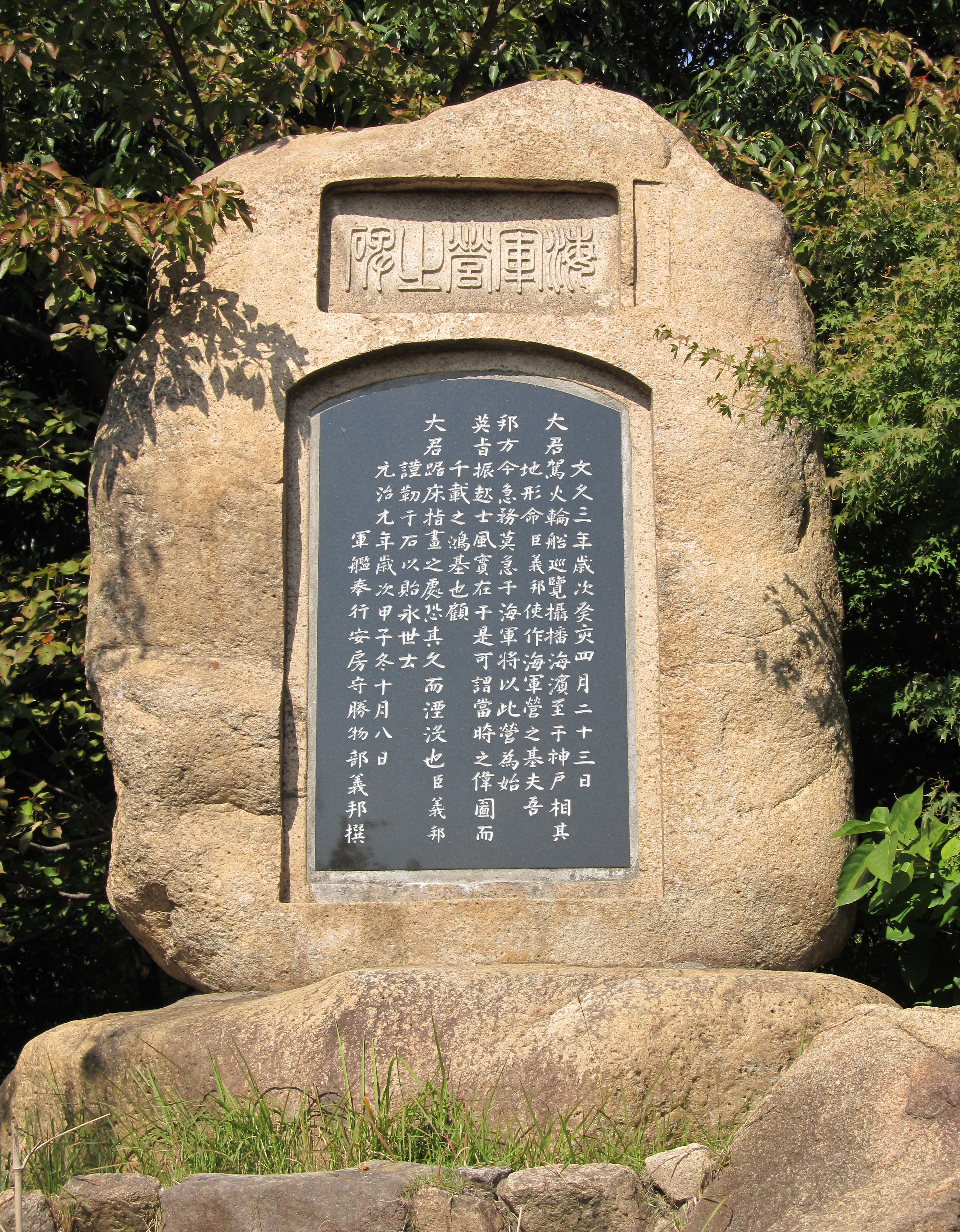
海軍営之碑

金星台（きんせいだい）は兵庫県神戸市中央区の諏訪山にある展望台。諏訪山展望台とヴィーナスブリッジ、および諏訪山児童公園とともに諏訪山公園を構成する。

## 概要
明治時代初頭の開園当初は園内に諏訪山動物園（王子動物園の前身）が設置され、諏訪山遊園という名称であった。
諏訪山の中腹の展望広場が金星台と称されるようになったのは、1874年にフランスの天体観測隊が、金星の太陽面通過の観測をこの地で行った以降のことである。また、この金星台と諏訪山展望台を繋ぐ螺旋橋の愛称はヴィーナスブリッジである。
神戸港を見渡すことができる展望広場の中央奥（山手）には金星観測記念碑と、勝海舟が創った神戸海軍塾の碑（海軍営之碑）が建てられている。またラジオ塔が現存している。

## 1874年に来日した外国の金星観測隊
1874年の金星の太陽面通過観測の好適地（第1接触から第4接触まで観測可）の一つが日本であった。そのため3カ国の観測隊が来日して、3都市で観測を行った。
- 長崎（くもり） - フランス隊（ヤンセン隊長）、アメリカ隊
- 神戸（晴れ） - フランス隊（ドラクルク、清水誠）
- 横浜（晴れ） - メキシコ隊

## 所在地
- 〒650-0006 兵庫県神戸市中央区諏訪山町

## 交通アクセス
- 山陽新幹線・神戸市営地下鉄山手線 新神戸駅から徒歩15分
- 神戸市営地下鉄山手線 県庁前駅 徒歩8分
- JR神戸線 三ノ宮駅 から市バス10分、「諏訪山公園前」から徒歩15分
- 再度ドライブウェイ、神戸側入口から車で5分。

## 周辺情報
- 諏訪神社
- 北野町山本通
- 北野工房のまち
- 相楽園